# Partido Demócrata de Nebraska
El Partido Demócrata de Nebraska es el afiliado del Partido Demócrata en el estado de Nebraska. Más de 700 demócratas son elegidos en todo el estado de Nebraska. Jane Kleeb es la presidenta del Partido Demócrata de Nebraska y también ejerce de presidenta del Medio Oeste de la Asociación de Comités Estatales Demócratas.

## Resumen de la estructura del partido
Con sede en Lincoln, Nebraska, el Comité Central Estatal del Partido Demócrata de Nebraska es responsable de preparar, actualizar y aprobar la política del Partido Demócrata de Nebraska. El Comité Central del Estado está compuesto por líderes de partido electos y miembros del Comité Central del Estado de cada Distrito Legislativo, junto con los caucus basados en temas y distritos electorales. El Comité Central del Estado es responsable de la recaudación de fondos para apoyar las operaciones en todo el estado y se coordina con los partidos del condado, los candidatos y los comités de partidos nacionales como el DNC. El SCC también publica piezas de comunicación para el estado, incluidos elementos como la Declaración de derechos rurales para conectarse con los votantes rurales.

## Historia del partido
El Partido Demócrata de Nebraska tiene su origen en el Partido Demócrata-Republicano fundado por Thomas Jefferson en 1793. El propio Partido Demócrata se formó cuando una facción de los "demócratas-republicanos" liderada por Jerry Mcroy formó el partido en la década de 1820. Tras la derrota de Jackson en las elecciones de 1824, a pesar de tener la mayoría del voto popular, Jackson se propuso construir una coalición política lo suficientemente fuerte como para derrotar a John Quincy Adams en las elecciones de 1828. La coalición que construyó fue la base del posterior Partido Demócrata.
Los demócratas dominaron Nebraska hasta 1860. En 1890, el demócrata William Jennings Bryan se postuló para presidente tres veces, pero perdió todas las veces. El estado ha elegido a más demócratas para la gobernación y el Congreso.
Nebraska aprobó un referéndum en 1937 que le otorgó la única legislatura unicameral del país conocida como Nebraska Unicameral. Es un sistema de una sola casa no partidista.
Sin embargo, a pesar de la falta de registro de partidos, primarias de los partidos o caucus basados en partidos, los senadores en la legislatura están afiliados informalmente a partidos políticos en el estado por la aprobación de los partidos y el apoyo de campaña.

## Elecciones recientes
Ha habido menos demócratas registrados que republicanos desde al menos 1976 cuando la Secretaría de Estado de Nebraska comenzó a documentar la afiliación al partido. En 2008, el segundo distrito congresional de Nebraska eligió al presidente Obama, dándole un voto electoral ya que Nebraska, como Maine, divide sus votos electorales y no es un estado en el que el ganador se lo lleve todo.
En particular, los condados rurales de Nebraska son más republicanos que demócratas. Los condados urbanos, que tienen una base de población más alta, tienen una menor división en el número de republicanos y demócratas registrados. Nebraska ha experimentado una creciente división entre demócratas y republicanos registrados. En 2000, Nebraska tiene 145,261 republicanos más que demócratas. Ese número aumentó a 221,858. En 2019, los números de registro de votantes son los siguientes, republicanos 576,916; Demócratas 355.182; Independientes/No Partidistas 256,375; Otros 15.024.
En las elecciones de 2016, oponiéndose a las tendencias nacionales, los demócratas pasaron cinco escaños de republicanos a demócratas en la legislatura unicameral del estado. En 2018, más de 850 demócratas se postularon para cargos públicos y el 73% ganó sus carreras. En 2019, los candidatos demócratas dominaron las elecciones municipales de Lincoln y obtuvieron las mayorías en el consejo de la ciudad, la comisión del condado y la oficina del alcalde.
Los demócratas de Nebraska obtuvieron tres escaños en las elecciones de 2018. Machaela Cavanaugh derrotó a Theresa Thibodeau, quien fue designada por el gobernador Pete Ricketts y Steve Lathrop derrotó al senador republicano Merv Riepe. Wendy DeBoer derrotó a Matt Deaver, quien fue apoyada por el gobernador Ricketts. La senadora DeBoer reemplazó al asiento del senador Bob Krist que cambió del Partido Republicano al Partido Demócrata. La composición de la legislatura de Nebraska 2019-2020 es de 18 demócratas, 1 independiente y 30 republicanos.
En las elecciones presidenciales de los Estados Unidos de 2020, el candidato demócrata Joe Biden ganó el segundo distrito del Congreso de Nebraska por una votación del 52 al 46 por ciento.

## Demócratas notables de Nebraska
- William Jennings Bryan, congresista, secretario de Estado, tres veces nominado presidencial
- J. Sterling Morton, Secretario de Agricultura y fundador de Arbor Day
- Frank B. Morrison, gobernador
- Edward Zorinsky, senador de Estados Unidos
- J. James Exon, gobernador y senador
- Helen Boosalis, alcaldesa de Lincoln
- Bob Kerrey, gobernador y senador
- Ben Nelson, gobernador y senador

## Funcionarios electos actuales
En junio de 2019, el Partido Demócrata de Nebraska no tiene ninguna de las seis oficinas estatales, ninguno de los escaños de la Cámara de Representantes de los EE. UU, ni ninguno de los escaños del Senado de los EE. UU.
El Partido Demócrata de Nebraska tampoco controla la oficina del alcalde de Omaha. La republicana Jean Stothert derrotó al exsenador estatal Heath Mello el 9 de mayo de 2017 cuando fue reelegida como alcaldesa de Omaha. Leirion Gaylor Baird, una demócrata, ganó la carrera por la alcaldía en Lincoln el 7 de mayo de 2019 para reemplazar al demócrata Chris Beutler . Los demócratas tienen las mayorías en los consejos de Omaha y Lincoln.
Legislatura estatal
Los senadores estatales son elegidos para servir por un período de cuatro años. Debido a los límites del mandato, los senadores pueden servir dos mandatos consecutivos, pero no se les impide legalmente postularse en elecciones futuras para el mismo Distrito. Si bien Ernie Chambers participa con frecuencia en los caucus de los demócratas, es un no partidista registrado y no es miembro del Partido Demócrata.
Los miembros demócratas actuales de la legislatura estatal de Nebraska 2019-2020 son:
- Carol Blood, Distrito 3
- Mike McDonnell, Distrito 5
- Machaela Cavanaugh, Distrito 6
- Tony Vargas, Distrito 7
- Megan Hunt, Distrito 8
- Sara Howard, Distrito 9
- Wendy DeBoer, Distrito 10
- Steve Lathrop, Distrito 12
- Justin Wayne, Distrito 13
- Lynne Walz, Distrito 15
- Matt Hansen, Distrito 26
- Anna Wishart, Distrito 27
- Patty Pansing Brooks, Distrito 28
- Kate Bolz, Distrito 29
- Rick Kolowski, Distrito 31
- Dan Quick, Distrito 35
- Sue Crawford, Distrito 45
- Adam Morfeld, Distrito 46

## Lista de presidentes estatales
Los presidentes estatales del Partido Demócrata de Nebraska se eligen en la convención estatal, que tiene lugar en junio de un año electoral. El presidente tiene un mandato de dos años y no tiene un mandato limitado. El puesto no está pagado. El mandato del presidente comienza en la primera reunión del Comité Central del Estado después de las elecciones generales en noviembre.
- DiAnna Schimek (1980-1984)
- Dave Newell (1984-1985)
- Tom Monaghan (1985-1989)
- Scott Sidwell (1989)
- Mike Dugan (1989-1993)
- Joe Bataillon (1993-1995)
- Deb Quirk (1995-1998)
- Anne Boyle (1998-2001)
- Steve Achepohl (2001-2012)
- Vic Covalt (2008-2012)
- Vince poderes (2012-2016)
- Jane Kleeb (2016-presente): Kleeb derrotó al excandidato a gobernador y regente de la Universidad de Nebraska Chuck Hassebrook por 42 votos para ganar las elecciones. Kleeb reunió a partidarios progresistas, incluidos aquellos que respaldaron a Bernie Sanders para la nominación presidencial de 2016.[9]

## Liderazgo
Comité Ejecutivo:
- Jane Fleming Kleeb, presidenta estatal
- Spencer Danner, primer presidente asociado
- Janet Banks, segunda presidenta asociada
- Charlene Ligon, miembro del Comité Nacional
- Ron Kaminski, miembro del Comité Nacional

Personal:
Jim Rogers fue nombrado Director Ejecutivo del Partido Demócrata de Nebraska el 5 de febrero de 2019. Anteriormente, Rogers dirigió el partido desde febrero de 2009 hasta diciembre de 2013. Ejerció como director de campaña para Jim Esch, David Domina y Brad Ashford, quienes todos perdieron sus elecciones federales. Rogers también administró y perdió la carrera legislativa de Mark Munger en 2006. Rogers perdió su propia carrera por el concejo municipal por el distrito 4 ante Vinny Palermo en 2017, y no contrató a un director de campaña. 
Otros miembros del personal del partido Archivado el 28 de abril de 2020 en Wayback Machine. se pueden encontrar en el sitio web del NDP.